# Limiet (muziek)
In de muziektheorie is de limiet of harmonische limiet een getal om de  samenklanken in een muziekstuk of muziekgenre te karakteriseren, of ook de samenklanken die met een bepaalde toonladder gemaakt kunnen worden. De term werd geïntroduceerd door Harry Partch, die het getal gebruikte om een bovengrens van de complexiteit van de samenklanken aan te geven; vandaar de naam. Hoe groter de limiet, hoe meer harmonisch complex en potentieel dissonant de intervallen ervaren worden. Een toonladder met een priemgetal als limiet heeft een kenmerkende klank die de muziek onderscheidt van andere toonladders.

## De harmonische reeks en de evolutie van de muziek
Harry Partch, Ivor Darreg en Ralph David Hill behoren tot de vele microtonale musicologen die stellen dat muziek zich langzaam ontwikkelt naar het gebruik van steeds hogere harmonischen in zijn toonstelsels. In middeleeuwse muziek werden alleen samenklanken gebruikt van octaven en reine kwinten, dus alleen relaties tussen de eerste drie harmonischen werden als consonant beschouwd. In het Westen kwamen rond de tijd van de renaissance de drieklanken op (Contenance Angloise), en deze werden al snel de fundamentele bouwstenen van de westerse muziek. De grote en kleine tertsen van deze drieklanken houden relaties in tussen de eerste vijf harmonischen.
Rond het begin van de 20e eeuw werden voor het eerst vierklanken gebruikt als fundamentele bouwstenen in Afro-Amerikaanse muziek. In de conventionele muziektheorie worden deze septiemakkoorden meestal verklaard als ketens van grote en kleine tertsen. Zij kunnen echter ook rechtstreeks verklaard worden uit meer dan vijf harmonischen. Zo benadert het dominant septiemakkoord in gelijkzwevende stemming de verhouding 4:5:6:7, en het groot septiemakkoord vrij precies de verhouding 8:10:12:15.

## Oneven limiet
Omdat alle toonafstanden gereduceerd worden tot afstanden binnen een octaaf, dus tot breuken tussen 1 en 2, zijn alleen oneven limieten van belang.
Muziek met een oneven limiet {\displaystyle L}, bestaat uit tonen die gebaseerd zijn op maximaal de {\displaystyle (L-1)}-ste harmonische, dus de toon met een frequentie {\displaystyle L} maal de frequentie van de grondtoon. De toonafstanden, dus de frequentieverhoudingen, zijn breuken met maximaal het getal {\displaystyle L} in teller of noemer, maar dan teruggerekend naar een octaaf. Dat houdt in dat binnen een octaaf de toonafstanden breuken zijn, waarin in teller en noemer hoogstens de oneven factor {\displaystyle L} voorkomt. 
Het volgende voorbeeld zal een en ander verduidelijken.

## Voorbeeld
De toonladder met limiet 11 wordt voortgebracht door de frequentieverhoudingen met een getal 1 tot en met 11 in teller en in noemer. In de volgende tabel staan al deze breuken. De tellers en noemers hoeven maar van 11 tot 11/2 te lopen, omdat breuken met kleinere teller of noemer na reductie toch al in een octaaf voorkomen. Zo wordt bijvoorbeeld 3/8 (c-'G) na octavering: 3/2 (c-g) ofwel 9/6 (teller en noemer groter dan 5½); en 5/2 (c-e') wordt na octaveren: 5/4 (c-e) ofwel 10/8 (teller en noemer groter dan 11/2).
| 11 | 11/11 | 11/10 | 11/9 | 11/8 | 11/7 | 11/6 |
| 10 | 10/11 | 10/10 | 10/9 | 10/8 | 10/7 | 10/6 |
| 9  | 9/11  | 9/10  | 9/9  | 9/8  | 9/7  | 9/6  |
| 8  | 8/11  | 8/10  | 8/9  | 8/8  | 8/7  | 8/6  |
| 7  | 7/11  | 7/10  | 7/9  | 7/8  | 7/7  | 7/6  |
| 6  | 6/11  | 6/10  | 6/9  | 6/8  | 6/7  | 6/6  |
Na reductie tot een octaaf - dus verdubbelen dan wel halveren tot een waarde tussen 1/1, grondtoon, en 2/1, octaaf - worden deze verhoudingen:
| 11 | 1/1   | 11/10 | 11/9 | 11/8 | 11/7 | 11/6 |
| 10 | 20/11 | 1/1   | 10/9 | 5/4  | 10/7 | 5/3  |
| 9  | 18/11 | 9/5   | 1/1  | 9/8  | 9/7  | 3/2  |
| 8  | 16/11 | 8/5   | 16/9 | 1/1  | 8/7  | 4/3  |
| 7  | 14/11 | 7/5   | 14/9 | 7/4  | 1/1  | 7/6  |
| 6  | 12/11 | 6/5   | 4/3  | 3/2  | 12/7 | 1/1  |
De toonladder van de limiet 11 is dus opgebouwd uit de onderstaande afstanden tot de grondtoon:
| 1/1       | 12/11 | 11/10   | 10/9   | 9/8   | 8/7   | 7/6   | 6/5   | 11/9  | 5/4   | 14/11 | 9/7   | 4/3   | 11/8   | 7/5     |       |
| onderling | 12/11 | 121/120 | 100/99 | 81/80 | 64/63 | 49/48 | 36/35 | 55/54 | 45/44 | 56/55 | 99/98 | 28/27 | 33/32  | 56/55   |       |
|           |       |         |        |       |       |       |       |       |       |       |       |       |        |         |       |
|           | 10/7  | 16/11   | 3/2    | 14/9  | 11/7  | 8/5   | 18/11 | 5/3   | 12/7  | 7/4   | 16/9  | 9/5   | 20/11  | 11/6    | (2/1) |
| onderling | 50/49 | 56/55   | 33/32  | 28/27 | 99/98 | 56/55 | 45/44 | 55/54 | 36/35 | 49/48 | 64/63 | 81/80 | 100/99 | 121/120 | 12/11 |
Uit de manier waarop de verhoudingen tot stand zijn gekomen, volgt dat met een bepaalde verhouding {\displaystyle t/n} ook het octaaf van het omgekeerde, {\displaystyle 2n/t}, tot de intervallen behoort. Zo is met 12/11 ook 11/6 een interval dat meedoet, en met 7/6 ook 12/7. Daaruit volgt weer dat de intervallen symmetrisch in het octaaf liggen.

### Identiteit
Aangezien elk van de oneven getallen in de limiet een nieuwe harmonische vertegenwoordigt, spelen deze getallen een speciale rol. Harry Partch noemde zo'n getal een identiteit. In de limiet 11 zijn dus de getallen 1, 3, 5, 7, 9 en 11 identiteiten. Bij de identiteiten ontstaan nieuwe tonen; de even veelvouden zijn octaven van al bestaande tonen.
| C | C | G | C | E | G | "Bes–" | C | D | E  | "F+/Fis–" | G  |
| 1 | 2 | 3 | 4 | 5 | 6 | 7      | 8 | 9 | 10 | 11        | 12 |

### Tonaliteitsruit
Als de tabel met de verhoudingen in de limiet 11 een achtste slag gedraaid op een punt gezet wordt, ontstaat de tonaliteitsruit van de betrokken limiet.
|     |       |       |       |       | 11/6  |      |     |     |      |     |
|     |       |       |       | 11/7  |       | 5/3  |     |     |      |     |
|     |       |       | 11/8  |       | 10/7  |      | 3/2 |     |      |     |
|     |       | 11/9  |       | 5/4   |       | 9/7  |     | 4/3 |      |     |
|     | 11/10 |       | 10/9  |       | 9/8   |      | 8/7 |     | 7/6  |     |
| 1/1 |       | 1/1   |       | 1/1   |       | 1/1  |     | 1/1 |      | 1/1 |
|     | 20/11 |       | 9/5   |       | 16/9  |      | 7/4 |     | 12/7 |     |
|     |       | 18/11 |       | 8/5   |       | 14/9 |     | 3/2 |      |     |
|     |       |       | 16/11 |       | 7/5   |      | 4/3 |     |      |     |
|     |       |       |       | 14/11 |       | 6/5  |     |     |      |     |
|     |       |       |       |       | 12/11 |      |     |     |      |     |
Tonaliteitsruit van de limiet 11
Naar links dalend langs een schuine lijn staan de afstanden met oplopende noemer bij "dezelfde" teller, de otonalitieten; naar rechts schuin afdalend staan de afstanden met dalende teller bij "dezelfde" noemer, de zogenoemde utonaliteiten. 
Harry Partch gaf deze tonaliteitsruit als volgt weer:
|     |     |       |       |       | 7/7   |       |       |      |      |     |
|     |     |       |       | 12/7  |       | 7/6   |       |      |      |     |
|     |     |       | 11/7  |       | 3/3   |       | 14/11 |      |      |     |
|     |     | 10/7  |       | 11/6  |       | 12/11 |       | 7/5  |      |     |
|     | 9/7 |       | 5/3   |       | 11/11 |       | 6/5   |      | 14/9 |     |
| 8/7 |     | 9/6   |       | 20/11 |       | 11/10 |       | 4/3  |      | 7/4 |
|     | 4/3 |       | 18/11 |       | 5/5   |       | 11/9  |      | 3/2  |     |
|     |     | 16/11 |       | 9/5   |       | 10/9  |       | 11/8 |      |     |
|     |     |       | 8/5   |       | 9/9   |       | 5/4   |      |      |     |
|     |     |       |       | 16/9  |       | 9/8   |       |      |      |     |
|     |     |       |       |       | 1/1   |       |       |      |      |     |
afgeleid van de volgende tabel:
| 14 | 14/14 | 14/12 | 14/11 | 14/10 | 14/9 | 14/8 |
| 12 | 12/14 | 12/12 | 12/11 | 12/10 | 12/9 | 12/8 |
| 11 | 11/14 | 11/12 | 11/11 | 11/10 | 11/9 | 11/8 |
| 10 | 10/14 | 10/12 | 10/11 | 10/10 | 10/9 | 10/8 |
| 9  | 9/14  | 9/12  | 9/11  | 9/10  | 9/9  | 9/8  |
| 8  | 8/14  | 8/12  | 8/11  | 8/10  | 8/9  | 8/8  |
die na reductie er als volgt uitziet:
| 14 | 7/7  | 7/6  | 14/11 | 7/5   | 14/9 | 7/4  |
| 12 | 12/7 | 3/3  | 12/11 | 6/5   | 4/3  | 3/2  |
| 11 | 11/7 | 11/6 | 11/11 | 11/10 | 11/9 | 11/8 |
| 10 | 10/7 | 5/3  | 20/11 | 5/5   | 10/9 | 5/4  |
| 9  | 9/7  | 3/2  | 18/11 | 9/5   | 9/9  | 9/8  |
| 8  | 8/7  | 4/3  | 16/11 | 8/5   | 16/9 | 1/1  |
In deze tabel is de grondtoon steeds weergegeven als breuk van de betrokken eenheid met zichzelf, uitgezonderd 8/8.